# Bizcochito
Un bizcochito est un petit beurre, assaisonné avec l'anis et la cannelle, qui a été développée par des résidents du Nouveau-Mexique au cours des siècles des premiers colons espagnols du Nouveau-Mexique.

## Recette

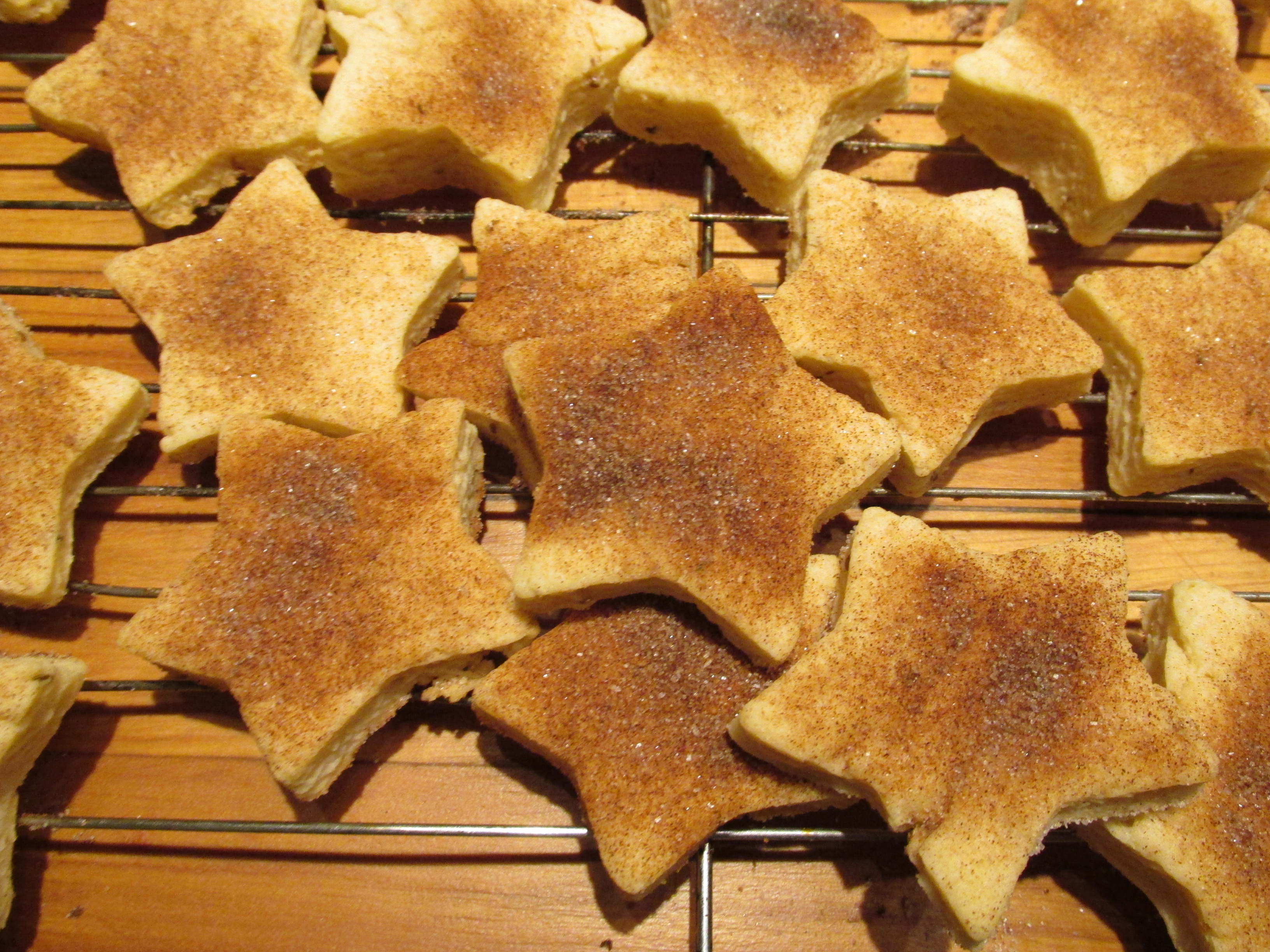

Il n'y a aucune recette 'officielle', ou formule pour faire des bizcochitos. Chaque région ou secteur, et souvent chaque famille, a sa propre recette distincte pour des bizcochitos de traitement. Au-dessous de est une recette de base et traditionnelle. Cependant, elle peut normalement être divisée en deux recettes différentes, le Gonzales et le Lucero sont les plus populaires.